# Parque Inés de Suárez
El Parque Inés de Suárez es un parque urbano de la comuna de Providencia, en Santiago, Chile.

## Etimología
El nombre del parque es en honor a Inés de Suárez, primera mujer y militar española que llegó a Chile junto con la expedición conquistadora de Pedro de Valdivia.

## Historia
En 1905, un terreno de 27 hectáreas en la actual comuna de Providencia fue cedido al Ejército de Chile para la instalación de edificios institucionales, incluyendo la actual Escuela de Carabineros de Chile.
En el Plan Intercomunal de Santiago de 1960, liderado por Juan Parrochia, el parque Inés de Suárez fue presentado junto a una serie de nuevos parques para la capital chilena, junto al Parque Departamental, el Parque Cuauhtémoc y el Parque de Lo Hermida, entre otros.
Entre 1959 y 1968 se abrieron las avenidas Francisco Bilbao y Pocuro, la Población del Ejército y la plaza Inés de Suárez en la actual plaza Patricio Aylwin.
En 1970, la Corporación de la Vivienda convocó un concurso nacional de diseño de la remodelación del parque con el objetivo de incluir 2.500 viviendas. El proyecto fue adjudicado al equipo de los arquitectos Ana María Barrenechea, Francisco Ehijo y Miguel Lawner. Al año siguiente comenzó la construcción de las denominadas Torres Antonio Varas y, tras el golpe militar de 1973, el proyecto fue cancelado.
En 1992, un nuevo concurso de diseño para la remodelación del parque fue adjudicado al equipo liderado por el arquitecto y paisajista Teodoro Fernández, cuya ejecución comenzó al año siguiente.